# Kirby Air Ride
Kirby Air Ride (カービィのエアライド, Kābī no Ea Raido) est un jeu vidéo de course de la série des Kirby développé par HAL Laboratory sorti en 2003.
Il est l'unique jeu GameCube ayant Kirby pour personnage principal.
Une suite du jeu, Kirby Air Riders, est prévue pour 2025 sur Nintendo Switch 2, toujours avec Sakurai en tant que réalisateur.

## Système de jeu

### Contrôles
Kirby Air Ride est basé sur un système de jeu très simple où il est possible de ne jouer qu'à l'aide du stick multidirectionnel et du bouton A. Le bouton R commande le jeu comme le bouton A, ce qui permet même de jouer d'une seul main. Bien sûr, un bouton permet d'accéder au menu pause à tout moment. Tous les joueurs disposent d'une attaque commune : ils font tourbillonner leur véhicule (Meta Knight tourbillonne lui-même) pour éliminer ceux qui sont sur leur passage. Cette technique s'active en agitant rapidement le stick à droite et à gauche.

### Généralités sur les modes de jeu
Quel que soit le mode de jeu, on peut y jouer contre d'autres joueurs ou contre l'ordinateur. Le nombre maximum d'individus est de quatre. Les circuits peuvent être parsemés d'obstacles (rampes pour sauter ou s'envoler, rails sur lesquels on glisse à toute allure, ennemis que l'on peut avaler ou pulvériser, plates-formes d'accélération, interrupteurs agissant sur la topologie des niveaux...)

## Personnages jouables et véhicules

### Kirby
Kirby est le personnage principal de la série et de ce jeu en particulier. Il est capable d'aspirer et d'avaler la plupart des monstres qui parsèment les parcours, ce qui lui confère ensuite des capacités spéciales sous la forme d'un chapeau, pendant un temps limité. Il devient ainsi capable d'utiliser une épée, de cracher des boules de feu, de se hérisser de pointes, de s'entourer d'un nuage glaçant, ou encore se foncer à toute allure à l'aide d'ailes ou sous forme de Roulli.
Il peut utiliser dix-huit véhicules différents, dont voici la liste complète :
Les véhicules standard :
- Warpstar : c'est une machine basique, assez bonne dans l'ensemble ; son contrôle est relativement facile. Dans Kirby's Dream Land, la Warpstar servait à Kirby lors de ses longs déplacements au sein d'un niveau, et elle a été reprise dans la plupart des jeux suivants, généralement en tant que moyen de transport.
- Swerve Star : cette machine a deux vitesses : rapide et arrêt! Elle ne peut changer de direction que pendant un Boost, mais elle atteint sa vitesse de pointe instantanément. En vol, elle peut tourner comme les autres véhicules.
- Bulk Star : le carburant de cette machine est le Boost ; plus elle avance, plus elle accélère, et plus la jauge de Boost se vide. Elle est très robuste et peut atteindre une très grande vitesse de pointe. Les performances de cette machine peuvent être élevées pour qui sait bien s'en servir, mais elle reste très limitée en mode Air Ride.
- Rocket Star : la vitesse de croisière de cette machine n'est pas très élevée, mais si on remplit totalement sa jauge de Boost, cette machine fera un superbe pic de vitesse. Comme le Bulk star, ce véhicule n'est pas très performant sur de longues distances, en particulier dans les parcours remplis de courbes.
- Winged star : cette machine est un très bon planeur. C'est en vol que sa vitesse est la plus élevée. Une fois qu'elle a décollé, le joueur expérimenté pourra la garder en vol jusqu'à la ligne d'arrivée : il suffit de la faire rebondir en tirant le stick multidirectionnel en arrière lorsqu'elle va toucher le sol.
- Shadow Star : les deux points forts de cette machine sont l'attaque et l'accélération. Conduite de manière offensive, cette machine causera de sérieux dommages à ses adversaires.
- Slick Star : Cette machine très spéciale n'est pratiquement jamais en contact avec le sol. Sa conduite est similaire à celle du Swerve Star, à la différence près qu'elle continue de glisser pendant les Boosts qui permettent de changer de direction. Elle est toutefois moins rapide que le Swerve Star.
- Formula Star : cette machine est très puissante quand elle est au sol et peut se vanter d'avoir une vitesse de pointe très élevée. Ses points faibles sont son accélération ridicule, ainsi que sa très faible capacité à tourner. Elle est également très lourde, ce qui la rend presque impossible à maintenir en vol. Elle n'est véritablement performante que sur les lignes droites.
- Turbo Star : la capacité d'accélération de cette machine et sa vitesse de pointe sont impressionnantes, mais elle se comporte de manière imprévisible dans les virages : si l'on maintient une courbe trop longtemps, on court le risque d'un bref tête-à-queue. Le comportement de la jauge de Boost a également ses spécificités.
- Jet Star : cette machine n'est pas très rapide au sol, mais elle prend de la vitesse dès qu'elle décolle. Son contrôle est assez simple en règle générale.
- Wagon Star : Cette machine ne peut pas faire de Boost, mais elle a d'autres avantages. Elle est très facile à contrôler et possède des statistiques très équilibrées.
- Roulli Moto : c'est une moto à une seule roue. Son contrôle nécessite un minimum de temps d'adaptation, mais sa vitesse de pointe est une récompense satisfaisante. Elle accélère brièvement pendant les sauts.
- Roulli Scooter : cette machine a une très bonne accélération mais une faible vitesse de pointe. Celle-ci augmente de manière significative pendant les sauts et sur les rails.
- Rex Roulli : c'est la plus grosse moto du jeu, et son contrôle requiert un long entraînement. Sa vitesse de pointe est parmi les plus élevées, et elle possède en outre des capacités d'attaque et de défense très élevées.

Les véhicules réservés au mode City Trial :
- Compact Star : cette machine est légèrement plus lente, mais elle se dirige facilement ; ses capacités de vol sont médiocres. C'est la première machine que le joueur conduit en mode City Trial.
- Flight Warpstar : cette machine n'est disponible qu'en mode Free Run. Elle est quasiment identique à la Warpstar, à l'exception de sa capacité de vol qui lui permet de voler pendant une très longue durée.

Les véhicules légendaires réservés au mode City Trial :
Ces véhicules ne peuvent pas être trouvés tels-quels dans le stadium de City Trial, mais doivent être assemblées en récupérant trois pièces que les joueurs trouveront en brisant des caisses rouges ; cela n'est pas possible à chaque partie. En mode Free Run, ces véhicules sont disponibles sans devoir être assemblés.
- Hydra : cette machine n'avancera pas tant que sa jauge de Boost n'aura pas été entièrement remplie, mais une fois cela fait, elle accélérera de manière prodigieuse. Sa vitesse de pointe est si élevée qu'on ne la contrôle pas vraiment une fois qu'elle est lancée, et ses capacités offensives sont telles qu'un simple contact suffit parfois à détruire n'importe quel autre véhicule. Elle ne vole pas très bien.
- Dragoon : cette machine est le meilleur planeur du jeu, et peut voler pendant une durée très longue. C'est le seul point où elle a réellement l'avantage, car elle ne peut rivaliser avec la Hydra ni en termes de vitesse, ni par ses capacités offensives. Elle a néanmoins l'avantage d'être utilisable directement, sans que le moindre Boost soit nécessaire, et il est vrai que sa vitesse dépasse de loin celles de tous les autres véhicules.

### Meta Knight
Meta Knight est aussi un personnage jouable.
Contrairement à Kirby, il ne peut pas utiliser de véhicule roulant ou volant: il se sert plutôt de sa cape devenue une paire d'ailes pour parcourir les différents niveaux, à une vitesse et avec une accélération qui le rendent très compétitif.
Au niveau de l'armement, Meta Knight a toujours son épée, et il s'en sert automatiquement dès qu'un ennemi se trouve à portée. Sa puissance est moyenne.
Meta Knight est jouable en mode Air Ride, mais aussi en mode Free Run.

### Roi Dadidou
Roi Dadidou est aussi un personnage jouable.
Il ne se déplace pas par ses propres moyens; il utilise exclusivement une Roulli Moto un peu plus performante que celle de Kirby.
Pour se battre, Roi Dadidou utilise son traditionnel maillet en bois, et il s'en sert automatiquement dès qu'un ennemi se trouve à sa portée. Sa puissance est plus élevée que celle de Meta Knight.
Roi Dadidou est jouable en mode Air Ride, mais aussi en mode Free Run.

## Les modes de jeu

### ModeAir Ride
C'est le mode de jeu principal de Kirby Air Ride. Les joueurs peuvent s'affronter à la course sur neuf circuits différent. Les circuits peuvent contenir plusieurs types d'obstacles et des monstres en tous genres.
Liste des circuits :
- Fantasy Meadows : c'est le plus simple des parcours. Le décor est verdoyant et épuré. On y trouve un certain nombre de monstres.
- Celestial Valley : ce parcours est plutôt compliqué. Les joueurs doivent y faire preuve d'une certaine agilité, tout en évitant de s'engouffrer dans les précipices.
- Sky Sands : ce niveau ensablé présente peu de dangers et un grand nombre de raccourcis.
- Frozen Hillside : ce circuit glacial implique une conduite musclée; il est peuplé de nombreux monstres.
- Magma Flows : ce parcours volcanique se sépare à plusieurs reprises en deux ou trois chemins.
- Beanstalk Park : un parcours entortillé et difficilement praticable pour un débutant.
- Machine Passage : un circuit technologique aux virages très carrés.
- Checker Knights : c'est l'un des plus longs parcours. Il est rempli de monstres et de passages secrets.
- Nebula Belt : perdu dans l'espace, ce niveau en forme de 8 présente des virages très larges et facilement praticables pour les véhicules les plus difficiles à manier.

Les circuits peuvent aussi être parsemés de monstres. Meta Knight et Roi Dadidou peuvent seulement les éliminer, et Kirby peut également en avaler certains pour copier leurs pouvoirs. En voici la liste:
- Waddle Dee, Bronto Burt, Broom Hatters, Cappy, Dale : après les avoir avalés, Kirby crache une étoile qui suit et frappe tous ceux qui se trouvent devant.
- Bomber :  une fois avalé, ce monstre habilite Kirby à lancer une bombe dont le souffle brûlera tous ceux qui le traversent. Elle peut être lancée très loin en avant, juste après un Boost.
- Caller : après l'avoir avalé, chaque attaque tourbillonnante de Kirby prend l'ampleur d'un cyclone.
- Chilly : ce petit bonhomme de neige confère à Kirby la capacité de s'entourer d'un nuage glaçant qui emprisonnera les ennemis dans un glaçon pendant environ une seconde.
- Flappy : une fois avalé, ce petit oiseau donne à Kirby un chapeau et des ailes d'oiseau, qui lui permettent de foncer à toute allure.
- Gordo (appelé aussi Pic Doré ou Minérisson): il ne peut pas être éliminé, et il faut l'éviter sous peine d'encaisser des dégâts.
- Noddy: si Kirby en avale un, il s'endort pendant un certain temps et perd le contrôle de son véhicule. Pendant son sommeil, il peut également contaminer les autres joueurs qui s'approchent trop.
- Phanpan : cet éléphant volant cracheur de feu permet au Kirby qui l'a avalé de cracher des boules de feu après chaque Boost pendant une certaine durée.
- Pichikuri : ce montre confère à Kirby un chapeau hérissé de pointes à la capacité offensive élevée. Elle s'active lors d'un Boost, et peut être utilisée pendant un certain temps.
- Plasma Wisp : ce monstre en forme de nuage de plasma vert donne à Kirby la possibilité d'envoyer plusieurs rayons de plasma devant lui. Leur puissance peut être amplifiée si le joueur les charge préalablement en orientant rapidement et alternativement le stick à droite et à gauche. Le rayon est libéré lors d'un Boost.
- Roulli : ce monstre permet à Kirby de se transformer en Roulli et de foncer à toute allure.
- Scarfy : Kirby ne peut pas l'avaler. Si on essaie de l'aspirer, le Scarfy devient menaçant et suit Kirby pour lui exploser à la figure. On peut l'éliminer à tout moment en utilisant une autre technique.
- Sword Knight : ces ennemis armés d'épées donnent à Kirby la capacité de se battre lui aussi avec une épée, qu'il utilise automatiquement dès qu'un ennemi se trouve à proximité.
- Walky : ce monstre en forme de microphone permet à Kirby de pousser un grand cri qui inflige des dégâts à tous les adversaires situés à une certaine distance, ainsi que d'éliminer tous les monstres proches. Cette capacité s'active automatiquement dès que Kirby a avalé Walky, et ne fonctionne qu'une seule fois.

### ModeTop Ride
Top Ride est un mode de jeu dans lequel les joueurs évoluent dans un parcours vu du ciel, la caméra étant immobile et permettant de voir l'ensemble du niveau. On a l'impression de voir des circuits miniature.
Seuls deux véhicules sont disponibles dans ce mode de jeu, mais seul le moyen de les contrôler permet de les différencier. Ils peuvent également Booster, comme en mode Air Ride.
- Free Star : se contrôle en orientant le stick dans la direction où l'on veut aller.
- Steer Star : se contrôle en orientant le stick à droite ou à gauche (comme si l'on se trouvait sur le véhicule).

Il existe plusieurs objets spécifiques à ce mode de jeu, qui permettent d'attaquer ses adversaires ou d'accélérer.
- Chuckie : étourdit les ennemis pendant une courte durée.
- Buzz Saw : scie circulaire permettant de mettre les adversaires hors-jeu pendant une courte durée.
- Orbe Kracko : électrocute les ennemis.
- Marteau : tourne autour du porteur et assomme les ennemis pendant une courte durée.
- Bombe Fun : lancée sur un ennemi, elle l'assomme.

Les joueurs peuvent aussi effectuer une attaque tourbillonnante dans ce jeu en agitant le stick de droite à gauche rapidement.

### ModeCity Trial
Dans ce mode, les joueurs évoluent dans une map très vaste, à la recherche de nombreux Power-Ups disposés un peu partout et contenus en plus grand nombre dans des caisses bleues. Les caisses vertes contiennent des objets qui confèrent aux joueurs des effets spéciaux temporaires (augmentation de la capacité offensive ou de la vitesse, invincibilité...), et les rouges contiennent des armes (chapeaux de transformation).
Meta Knight et le Roi Dadidou ne sont pas disponibles dans ce mode.
Au début de chaque partie, tous les joueurs possèdent une Compact Star qui leur permet de se déplacer assez rapidement pour trouver des Power-Ups. Ils peuvent dès lors choisir de conserver ce véhicule ou d'en changer. En effet, d'autres véhicules apparaissent et disparaissent sur la map, au fil de la partie. Dans ce mode en particulier, Kirby peut en outre descendre de son véhicule et marcher ou voler pendant un court instant. Il ne peut cependant récupérer aucun item et doit trouver un véhicule pour pouvoir continuer sa quête. Lorsqu'il descend d'un véhicule (tirer le stick analogique en arrière pendant un Boost prolongé), Kirby saute et il a tendance à perdre les Power-Ups qu'il avait accumulés jusque-là quand il monte sur un autre véhicule ; cela peut être évité en passant d'un véhicule à l'autre sans toucher le sol entre-temps.
Pendant un jeu en City Trial, jusqu'à trois événements peuvent se produire. Ils sont annoncés à l'écran et accompagnés d'un musique spécifique. Il peut s'agir de changements tous simples (brume sur la ville, zones de récupération de HP), de l'apparition de Tac (voleur qui s'est emparé d'objets et qu'il rend si on le frappe) ou de Dyna-Blade (oiseau géant qui rend des Power-Ups si on percute sa tête), de changement sur les items récupérables dans la ville ("toutes les caisses contiennent la même chose" ou "certains objets sont des faux"), ou encore de  cataclysmes (chutes de météorites, incendies...)
Après un certain temps de jeu (programmable entre 3 et 7 minutes), la partie se termine et les joueurs s'affrontent dans l'un des niveaux du stadium. Il peut s'agir d'une course du mode Air Ride (Single Race), d'une course en ligne droite (Drag Race), d'une épreuve de combat (Destruction Derby), d'un combat contre des ennemis (Kibry Melee)... Le Stadium est aussi accessible sans devoir passer par une partie en City Trial, mais il est alors impossible d'obtenir un véhicule amélioré.
Les caisses bleues contiennent des Power-ups qui servent à améliorer les véhicules:
- HP (Health-Points) : Ressemble à un cœur, augmente la jauge de vie.
- Défense : Ressemble à un hexagone, augmente la défense.
- Offense : Ressemble à une boule avec quelques piques. Augmente l'attaque.
- Weight : Ressemble à une valise trapézoïdale. Augmente le poids et permet de mieux repousser les assaillants en cas de collision.
- Glide : Ressemble à une paire d'ailes. Augmente la capacité de voler.
- Top Speed : Ressemble à une comète. Augmente la vitesse maximale.
- Turn : Ressemble à une flèche enroulé. Diminue le rayon minimal de virage.
- Charge : Ressemble à une pile. Augmente la rapidité de charge de la jauge de Boost.
- Boost : Ressemble à 2 lignes collées ensemble et pliées en flèche. Augmente la puissance de boost.
- All : Ressemble à une boule changeant constamment de couleur. Augmente toutes les capacités en même temps. Cet objet est très rare, et apparaît pendant les évènements.
- Power-up gris : font perdre les bonus récupérés auparavant (-1), selon leur forme.

Note : À cause des Power-ups gris, il est possible d'avoir une caractéristique négative. Si un véhicule accumule suffisamment d'un bonus spécifique, il va se mettre à clignoter de cette couleur (visible à partir de 6) de plus en plus fort à mesure que la capacité augmente, ce qui permet de distinguer la spécialité des adversaires.
Les boîtes vertes des objets à effets temporaires qui peuvent modifier les capacités des machines ou des objets d'attaque qui permettent de réaliser des attaques spéciales.
Objets à effet temporaire :
- Attack : augmente la puissance d'attaque.
- Défense : augmente la défense
- Speed (Étoile) : augmente la vitesse et l'accélération
- Pneu : Diminue fortement la vitesse. Avantageux en close combat car toucher quelqu'un lui passe le pneu.
- Sucette : c'est la fameuse sucette de Kirby, elle rend invincible.
- Sans Charge : cet objet supprime la capacité de charge.

Objets d'attaque :
- Tourni-Panique : elle vous fait tournoyer et  vous permet d'infliger de très grand dégât.
- Mine : il s'agit d'une mine que vous posez et qui peut détruire la plupart des véhicules qui roulent dessus y compris le vôtre. Elle a un timer d'environ une minute
- Minérisson : vous pouvez déposez jusqu'à 3 minérissons. Elles sont souvent fatales à quiconque s'en approche de trop près.
- Rowdy Charge Tank (Pile) : permet d'accélérer à des vitesses démentes ; le contrôle de la plupart des véhicules devient alors extrêmement compliqué. Combinée avec un tourni-panique, ce bonus fait des ravages. Les véhicules sont incontrôlables en revanche à cause de la vitesse. Avec cet objet, la Hydra charge instantanément sa jauge de Boost, et le Bulk Star devient très performant tout en restant très facilement maniable.

Les caisses rouges contiennent des chapeaux de transformation ou des morceaux de machine légendaire (Hydra et Dragoon)

### ModeFree Run
Ce mode permet aux joueurs de disposer librement de la map du mode City Trial, sans limite de temps, et avec tous les véhicules à leur disposition. On peut également y incarner Meta Knight et Roi Dadidou, et c'est le seul mode de jeu dans lequel la Flight Warp Star est disponible. On n'y trouve aucun item, mais il est possible d'obtenir des chapeaux de transformation grâce à la plate-forme de transformation cachée dans les immeubles.

## Développement
Le jeu a été dévoilé en même temps que la Nintendo 64, en 1995, et devait être un jeu du lancement de la console.
Le jeu à l'origine a commencé le développement comme une suite en 3D de Kirby Bowl sur Super Nintendo (Kirby's Dream Course en Europe) nommée Kirby Bowl 64, mais après le jeu a été renommé en Kirby Air Ride, mais malheureusement le développement du jeu fut arrêté pour des raisons inconnues puis repris quelques années plus tard pour être retravaillé et sorti sur GameCube.

## Musiques
Certaines musiques (dans la version japonaise uniquement) sont reprises de l'anime Kirby: Right Back at Ya!.
les musiques dans le mode CITY TRIAL peuvent changer en fonction de certains évènement qui surviennent ou de quelques objets.